# Anna Karina
Anna Karina, artiestennaam van Hanne Karin Bayer (Frederiksberg, 22 september 1940 – Parijs, 14 december 2019), was een Deens-Frans actrice, filmregisseuse, romanschrijfster en zangeres.

## Leven en werk

### Vroege jaren
Haar moeder, eigenaresse van een kledingzaak, was een jaar na Karina's geboorte door de vader verlaten. Ze werd de eerste jaren opgevoed door haar grootouders en woonde daarna in een pleeggezin, totdat ze als achtjarige terugkeerde naar haar moeder. Als kind liep ze vaak weg van huis en ze gaf later te kennen dat ze in haar jeugd veel liefde was tekortgekomen.  
Na weer een ruzie met haar moeder vertrok ze in 1958 op 17-jarige leeftijd definitief naar Parijs. Ze zong in cabarets en werkte als model voor Coco Chanel en Pierre Cardin. In 1959 maakte ze haar filmdebuut in de hoofdrol (tevens de enige rol) in de Deense korte film Pigen og skoene (Het meisje en de schoenen) van Ib Schmedes, die een prijs won bij het Filmfestival van Cannes.

### Ontmoeting met Jean-Luc Godard
Ze leerde de Frans-Zwitserse filmregisseur Jean-Luc Godard kennen en trouwde met hem in 1961. Aldus kwam ze in de Franse filmwereld terecht. Voor haar rol in Une femme est une femme (1961) kreeg ze een Zilveren Beer op het filmfestival van Berlijn. In totaal verleende ze haar medewerking aan zeven films van Godard. 
In de loop der jaren kreeg ze rollen aangeboden van heel wat andere cineasten, hoofdzakelijk filmauteurs zoals Jacques Rivette, Agnès Varda, Luchino Visconti, André Delvaux, Benoît Jacquot, Rainer Werner Fassbinder en Raoul Ruiz.  

### Andere activiteiten
Karina regisseerde twee films. Ze ontwikkelde ook een carrière als zangeres. In de loop der jaren schreef ze vier romans.

### Privéleven
In 1961 trad Karina in het huwelijk met Jean-Luc Godard. In 1968 scheidde ze van hem. Karina trouwde in totaal vijf keer. Tussen 1968 en 1974 was ze gehuwd met acteur Pierre Fabre. In 1978 trouwde ze voor de derde keer, met acteur en filmregisseur Daniel Duval. In 1982 werd ze de vrouw van de Amerikaanse filmregisseur Dennis Berry.
Anna Karina overleed in 2019 op 79-jarige leeftijd aan kanker.

## Filmografie (ruime selectie)

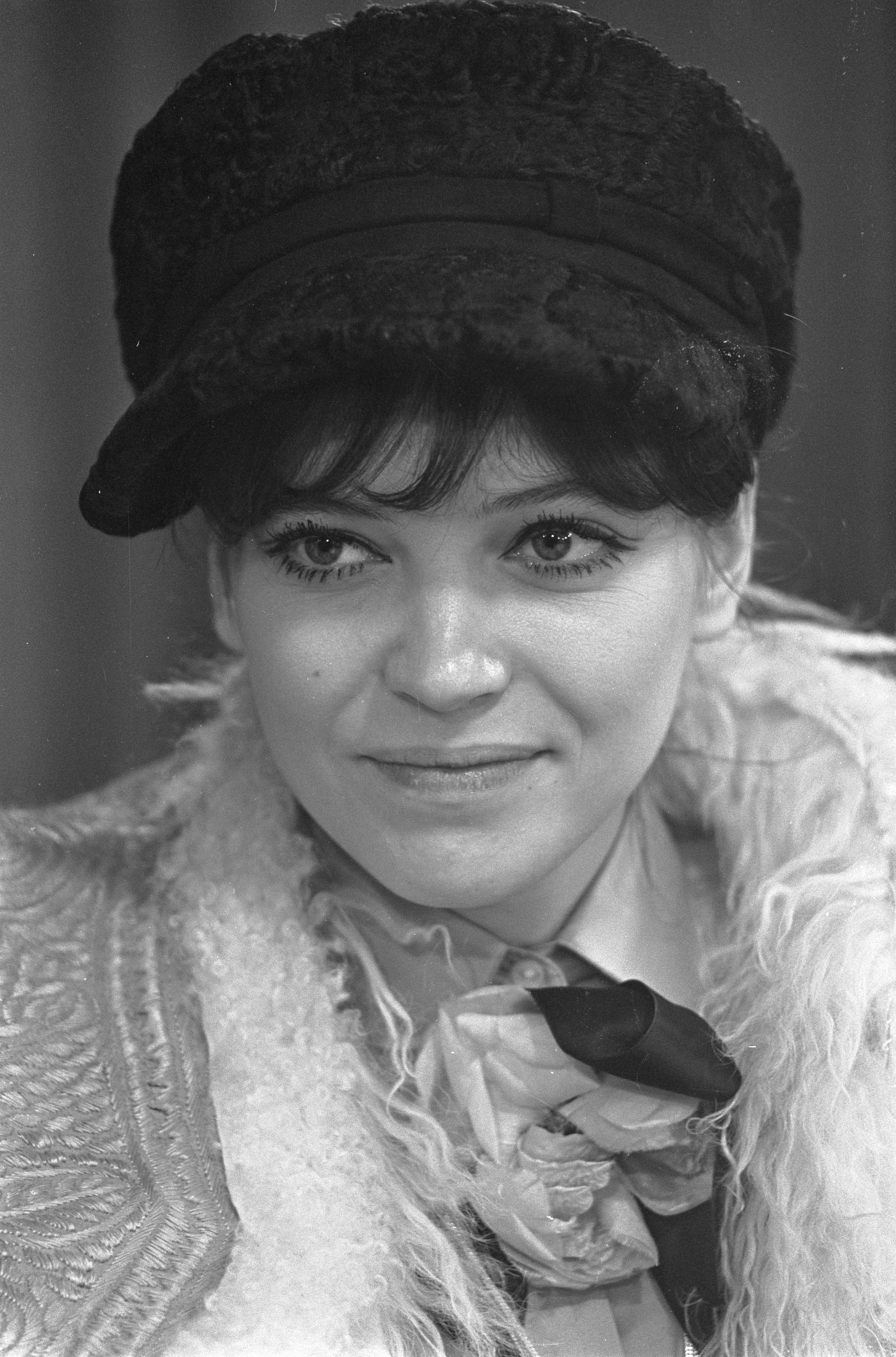
Anna Karina in 1968

- 1959: Pigen og skoene (Ib Schmedes)
- 1960: Le Petit Soldat (Jean-Luc Godard)
- 1961: Ce soir ou jamais (Michel Deville)
- 1961: Cléo de 5 à 7 (Agnès Varda)
- 1961: Une femme est une femme (Jean-Luc Godard)
- 1962: Vivre sa vie (Jean-Luc Godard)
- 1963: Shéhérazade (Pierre Gaspard-Huit)
- 1964: Bande à part (Jean-Luc Godard)
- 1964: La Ronde (Roger Vadim)
- 1965: Le soldatesse (Valerio Zurlini)
- 1965: Alphaville (Jean-Luc Godard)
- 1965: Pierrot le fou (Jean-Luc Godard)
- 1966: La Religieuse (Jacques Rivette)
- 1966: Made in USA (Jean-Luc Godard)
- 1967: Lo straniero (Luchino Visconti)
- 1967: Tendres requins (Michel Deville)
- 1969: Michael Kohlhaas (Volker Schlöndorff)
- 1969: Laughter in the Dark (Tony Richardson)
- 1969: Justine (George Cukor)
- 1969: Before Winter Comes (J. Lee Thompson)
- 1971: Rendez-vous à Bray (André Delvaux)
- 1973: Vivre ensemble (Anna Karina)
- 1974: Pane e cioccolata (Franco Brusati)
- 1976: Chinesisches Roulette (Rainer Werner Fassbinder)
- 1976: L'Assassin musicien (Benoît Jacquot)
- 1978: Chaussette surprise (Jean-François Davy)
- 1983: L'Ami de Vincent (Pierre Granier-Deferre)
- 1985: L'Île au trésor (Raoul Ruiz)
- 1987: Dernier été à Tanger (Alexandre Arcady)
- 1988: L'Œuvre au noir (André Delvaux)
- 1994: Haut bas fragile (Jacques Rivette)
- 2008: Victoria (Anna Karina)